# مينتس تو ميدنايت (ألبوم)
مينتس تو ميدنايت (دقائق حتّى منتصف الليل) (بالإنجليزية: Minutes to Midnight)‏، هو ألبوم الأستوديو الثالث من لينكين بارك. صدر يوم 14 مايو 2007 عن طريق شركة ماشين شوب. وقع الاختيار على الاسم كإشارة إلى ساعة القيامة.
تصدّر الألبوم الترتيب في الولايات المتحدة و 16 دولة أخرى. حصل على إسطوانتين بلاتينيّتين في الولايات المتحدة، وحل في المرتبة السابعة في الولايات المتحدة لأفضل الألبومات مبيعاً لسنة 2007. بلغت مبيعات الألبوم حول العالم بأكثر من 8,000,000 نسخة حتى اليوم.

## الاغاني الفردية من الالبوم
أول أغنية فردية هي وات آيف دن التي تعتبر انجح أغنية للفرقة في تاريخها الغنائي حيث احتلت المرتبة الرابعة على مستوى العالم والمرتبة السابعة في الولايات المتحدة وقدرت مبيعاتها بـ 4 ملايين نسخة، الاغنية تمتعت بشعبية كبيرة في الولايات المتحدة حيث وضعت هناك رقما قياسيا في ترتيب اغاني الروك لاحتلالها المرتبة الأولى لمدة 15 اسبوعا متواليا.
ثاني أغنية فردية هي Bleed It Out طرحت في 24 من أغسطس من سنة 2007. الأغنية هي الأولى التي يكون فيها أسلوب الراب المعتاد من مغني الفرقة مايك شينودا بالالبوم، الاغنية حققت نجاحا متوسطا في الولايات المتحدة باحتلالها المرتبة 54 في ترتيب الاغاني لكن حققت نجاحا أكبر في ترتيب اغاني الروك حيث احتلت المرتبة الثانية هناك وحصلت على الاسطوانة البلاتينية لبيعها أكثر من 1,000,000 نسخة.
ثالث أغنية هي Shadow Of The Day وصلت إلى المرتبة الـ15 في الولايات المتحدة، وحصلت أيضاًَ على الاسطوانة البلاتينية.

## قائمة الأغاني
جميع الأغاني من تأليف لينكين بارك. 
| #   | عنوان                             | المدة |
| --- | --------------------------------- | ----- |
| 1.  | "Wake"                            | 1:40  |
| 2.  | "Given Up"                        | 3:09  |
| 3.  | "Leave Out All the Rest"          | 3:29  |
| 4.  | "Bleed It Out"                    | 2:44  |
| 5.  | "Shadow of the Day"               | 4:49  |
| 6.  | "What I've Done"                  | 3:25  |
| 7.  | "Hands Held High"                 | 3:53  |
| 8.  | "No More Sorrow"                  | 3:41  |
| 9.  | "Valentine's Day"                 | 3:16  |
| 10. | "In Between"                      | 3:16  |
| 11. | "In Pieces"                       | 3:38  |
| 12. | "The Little Things Give You Away" | 6:23  |

## روابط خارجية
- دقائق حتى منتصف الليل على موقع ميتاكريتيك (الإنجليزية)
- دقائق حتى منتصف الليل على موقع أول موفي (الإنجليزية)